# Nushki (Distrikt)
Der Distrikt Nushki (Urdu ضلع نوشکی) ist ein Verwaltungsdistrikt in Pakistan in der Provinz Belutschistan. Sitz der Distriktverwaltung ist die Stadt Nushki.

## Geographie
Der Distrikt liegt im Nordwesten der Provinz Belutschistan an der Grenze zu Afghanistan. Geografisch bestehen die östlichen und südlichen Teile des Bezirks aus hügeligen Gebieten, während der Rest des Bezirks eine Ebene ist. Die Geländehöhe variiert zwischen 807 und 2.064 Metern über dem mittleren Meeresspiegel. Es gibt zahllose Kanäle und Wildbäche, die in den Bergen entspringen und bei Regenfällen Wasser führen. Davon erreicht jedoch nur wenig Wasser die Becken in den Ebenen (hamuns).

## Klima
Das Klima entspricht dem der angrenzenden Distrikte (offizielle Klimadaten sind identisch). Das Klima in Nushki ist im Sommer sehr heiß und im Winter mild bis sehr kalt. Der Unterschied zwischen Tag- und Nachttemperaturen ist beträchtlich und die klimatischen Bedingungen variieren von Gebiet zu Gebiet. Da der Distrikt nicht mehr vom Monsun erreicht wird, ist der Niederschlag unregelmäßig und spärlich.

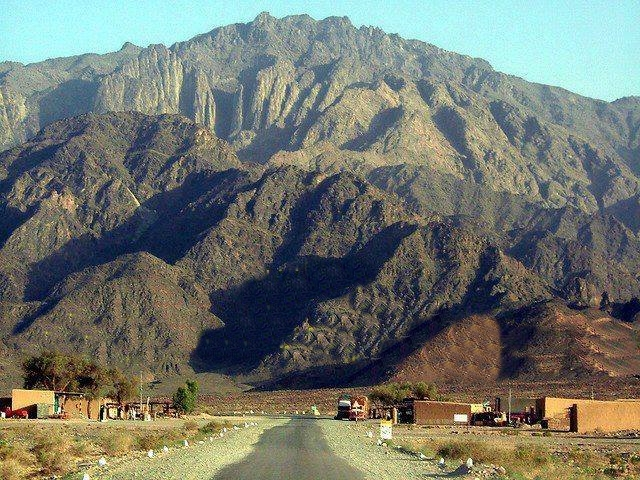
Berge in Nushki

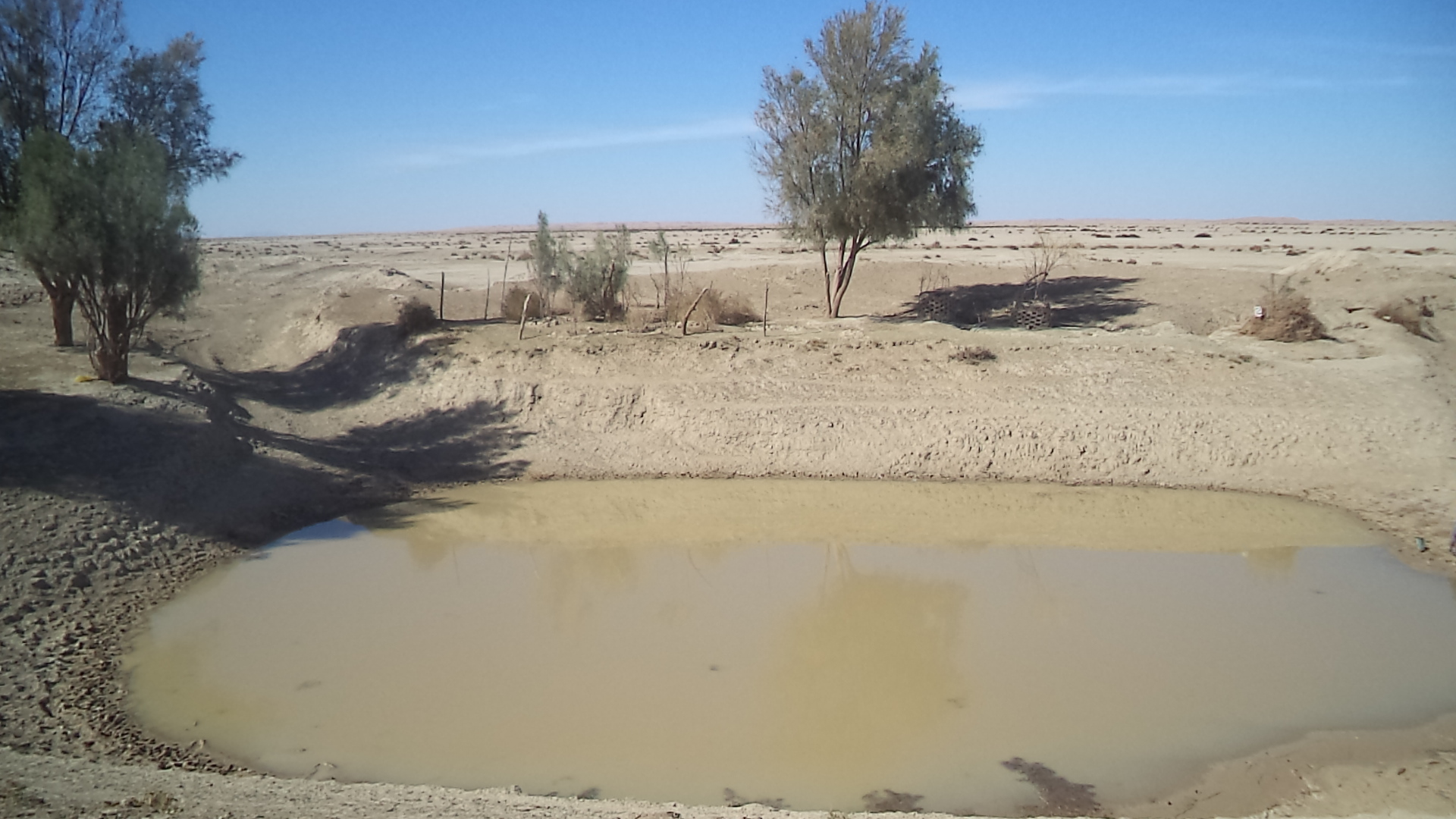
Wasserloch in Wüstenlandschaft

|                       | Jan | Feb | Mär | Apr | Mai | Jun | Jul | Aug | Sep | Okt | Nov | Dez |   |      |
| Mittl. Tagesmax. (°C) | 13  | 20  | 32  | 35  | 42  | 46  | 45  | 41  | 39  | 36  | 27  | 22  | ⌀ | 33,2 |
| Mittl. Tagesmin. (°C) | 0   | −1  | 10  | 16  | 22  | 27  | 27  | 23  | 17  | 14  | 6   | 4   | ⌀ | 13,8 |
|                       |     |     |     |     |     |     |     |     |     |     |     |     |   |      |
| Niederschlag (mm)     | 70  | 2   | 0   | 0   | 0   | 0   | 0   | 1,7 | 0   | 0   | 0   | 9   | Σ | 82,7 |

| 0 |

| −1 |

| 10 |

| 16 |

| 22 |

| 27 |

| 27 |

| 23 |

| 17 |

| 14 |

| 6 |

| 4 |

| 0 |

| −1 |

| 10 |

| 16 |

| 22 |

| 27 |

| 27 |

| 23 |

| 17 |

| 14 |

| 6 |

| 4 |

## Geschichte
Schon im 16. Jahrhundert war das Gebiet von Belutschen einerseits und Brahui andererseits besiedelt, wie aus Berichten über die Flucht des Mogulkaisers Humayun durch das Helmand-Tal nach Sistan im Jahr 1543 hervorgeht. Später im 16. Jahrhundert kam das Gebiet unter die Herrschaft der persischen Safawiden und danach zum Mogulreich. Mit dem Niedergang des Mogulreichs machten sich in der Peripherie kleinere Herrschaften selbstständig und der nördliche Teil des Gebiets von Nushki wurde von Mir Abdullah Khan von Kalat (1716–1730) annektiert. Unter Nader Schah wurde das Gebiet wieder enger an das persische Reich gebunden, aber von Mir Nasir Khan (1750–1793) wieder zurückgewonnen. Ende des 19. Jahrhunderts wurde die Region Teil Britisch-Indiens. In einem Vertrag vom 1. Juli 1899 überließ der Khan von Kalat den Briten die Verwaltung Nushkis gegen eine jährliche Rentenzahlung von 9.000 Rupien. Das Gebiet blieb unter direkter britischer Verwaltung bis zum Ende der Kolonialzeit 1947. Nach 1947 kam es zu Pakistan und wurde 1970 mit Einrichtung der Provinz Belutschistan zunächst ein Teil des Distrikts Chagai. Im Jahr 2004 wurde es ein eigener Distrikt.

## Verwaltungsgliederung
2017 war der Distrikt nicht weiter in Tehsils untergliedert bzw. bestand aus einem einzigen Tehsil.

## Demografie
Beimm Zensus 2017 wurden 178.947 Bewohner gezählt. Die Bevölkerungsdichte lag bei 30,87 Einwohnern / km². Seit 1998 hatte die Bevölkerung um 3,21 % jährlich zugenommen. Das Geschlechterverhältnis war mit 107,18 Männern auf 100 Frauen deutlich unausgeglichen. Die Alphabetisierungsrate lag bei 51,7 % (Männer 64,0 %, Frauen 38,4 %). 99,4 % der Bevölkerung waren Muslime. Die Muttersprachen waren zu 60,1 % Brahui, zu 32,4 % Belutschisch, zu 6,2 % Paschtunisch und zu 0,1 % andere.
| Jahr | Einwohnerzahl |
| ---- | ------------- |
| 1998 | 98.030        |
| 2017 | 178.947       |

## Wirtschaft
Der Großteil der arbeitenden Bevölkerung ist in der Landwirtschaft beschäftigt.